# Enacantha caribbea
Enacantha caribbea là một loài chuồn chuồn kim trong họ Coenagrionidae.
Enacantha caribbea được miêu tả khoa học năm 1966 bởi Donnelly & Alayo.